# Sofía Toro
Sofía Toro Prieto-Puga (Ares, 19 augustus 1990) is een Spaans zeiler.
Toro werd samen met Támara Echegoyen en Ángela Pumariega tijdens de Olympische Zomerspelen 2012 de gouden medaille in de Elliott 6m.

## Resultaten

### Olympische Zomerspelen
| Jaar | Plaats   | Resultaten |
| ---- | -------- | ---------- |
| 2012 | Weymouth | Elliott 6m |

2012: Támara Echegoyen / Ángela Pumariega / Sofía Toro